# Kabelsalat

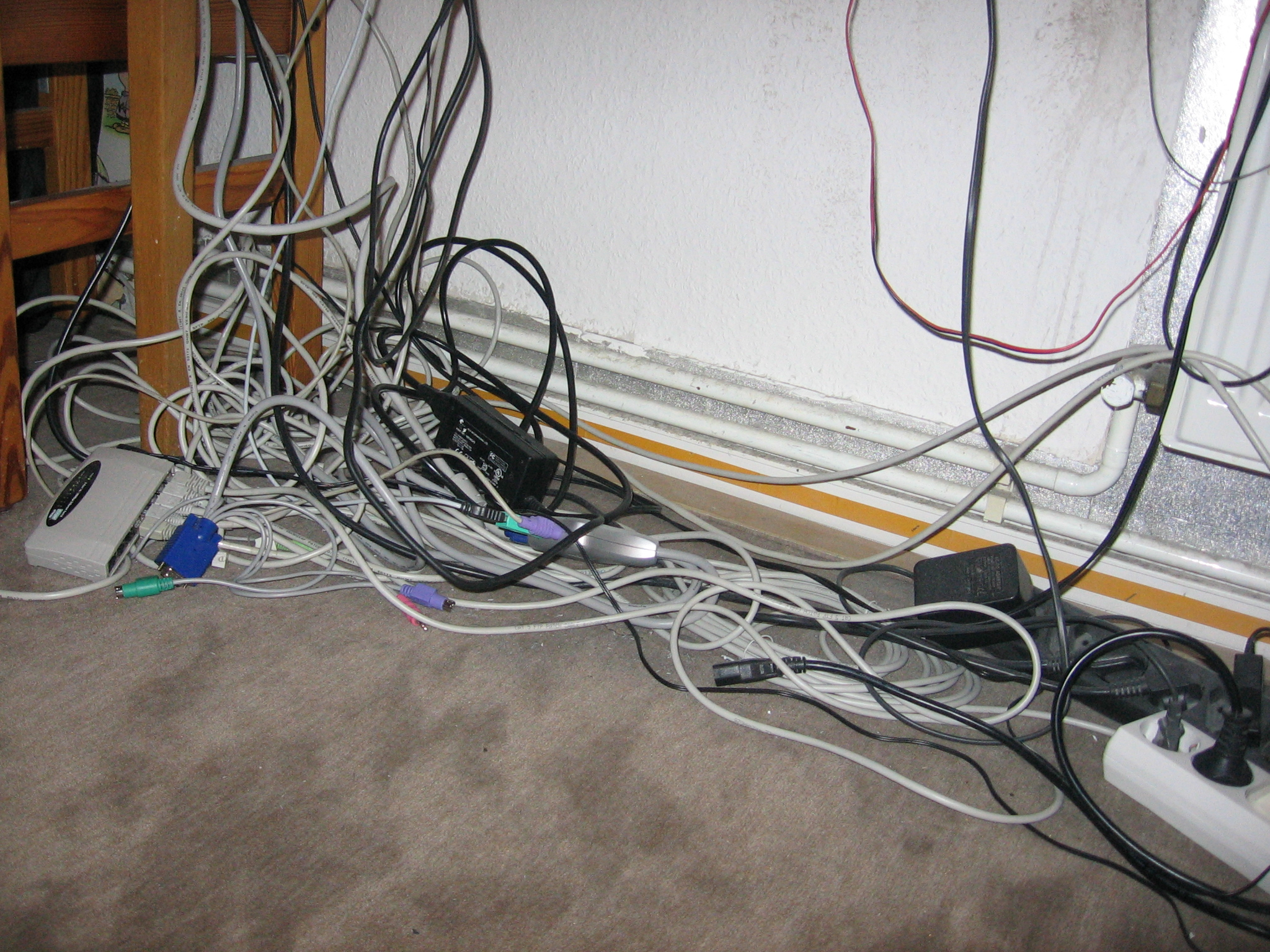
Kabelsalat

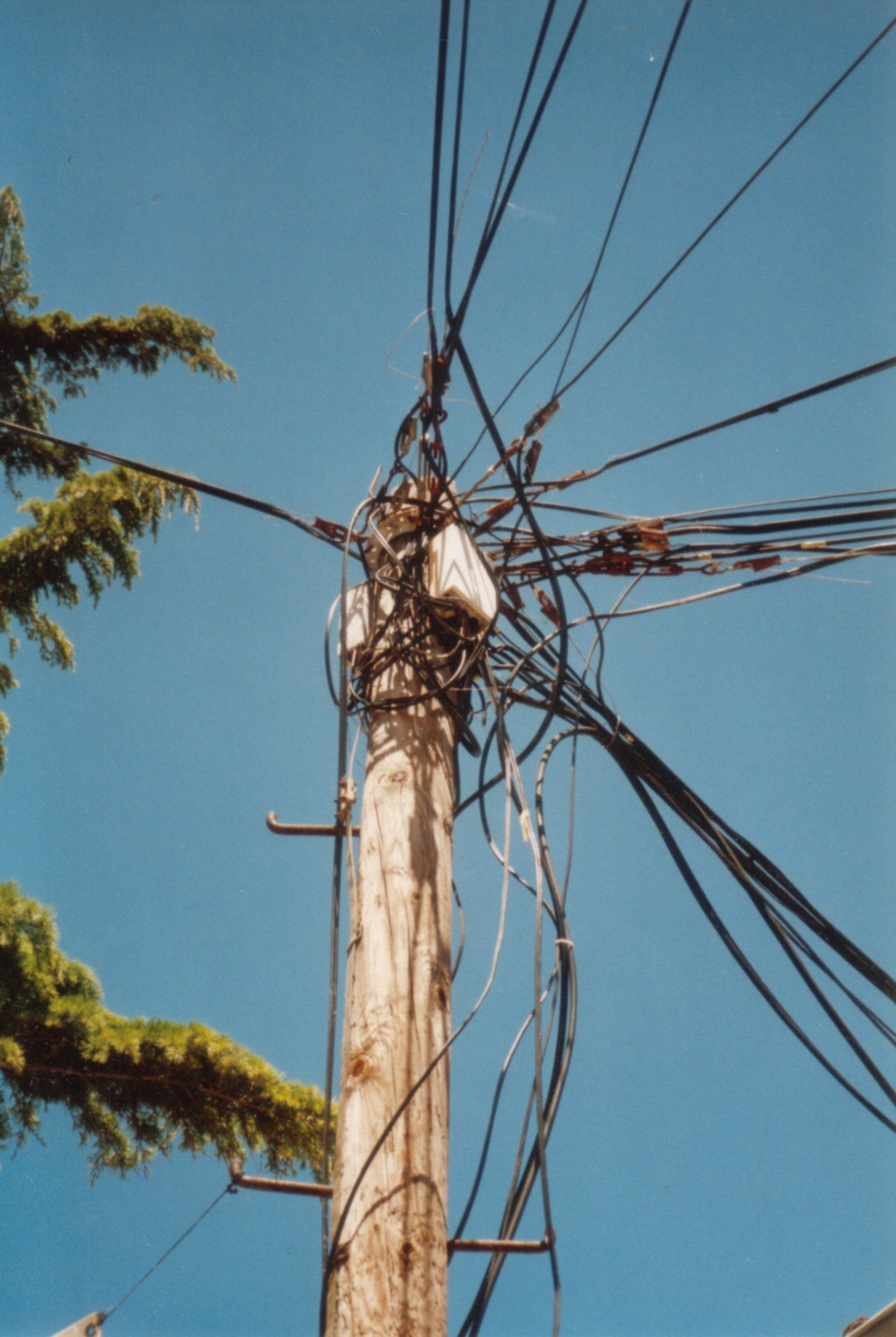
Kabelsalat auf einem Fernmeldemast

Der Begriff Kabelsalat beschreibt ungewollt auftretende und schwer zu entwirrende Knotenbildungen oder Verwicklungen von Kabeln. Die Wahrscheinlichkeit der Knotenbildung ist ab einer kritischen Länge praktisch unabhängig von der Länge des Kabels. Allerdings nimmt die benötigte Zeit, um diese Knoten (mittels bloßen Ausschüttelns) zu entfernen, stark mit der Länge des Kabels zu. Die Knoten entstehen in der Regel an den Enden der Kabel, im weiteren Verlauf der Entstehung des Kabelsalats rutschen sie dann in Richtung Kabelmitte. Um Kabelsalat zu verhindern, werden Kabel geordnet nebeneinander verlegt und ggf. so aneinander fixiert, dass sie sich nicht miteinander verschlingen und problemlos wieder voneinander trennen lassen. Beispiele für Kabelfixierungen sind Kabelbinder und Kabelbäume.

## Verwendung des Begriffs in der Hackerszene

Der Chaos Computer Club benutzt den Kabelsalat in seinem Logo

Im übertragenen Sinn wurde der Begriff auch in den 1980er Jahren von der Hackerszene verwendet, um gegen die Verlegung von Fernsehkabeln durch die damalige deutsche Bundespost und die dabei befürchteten Verschlechterungen beim Datenschutz zu protestieren. Das Kabel-Logo der Post wurde vom Chaos Computer Club (CCC) zu einem Knoten verfremdet.